# Purpurbröstad sparvduva
Purpurbröstad sparvduva (Paraclaravis mondetoura) är en fågel i familjen duvor inom ordningen duvfåglar.

## Utseende och läte
Purpurbröstad sparvduva är med kroppslängden 18–24 cm en mycket liten duva. Hanen är djupt blågrå med purpurfärgade band på vingarna och purpurbrunt bröst. I flykten är vitt på yttre stjärtpennorna karakteristiskt. Honan har mörk näbb och är genomgående brun med mörkt rödbruna band på vingarna. Jämfört med liknande hona blå sparvduva är den inte lika roströd på övergump och stjärt. Sången beskrivs som en serie mörka, något stigande tvåstaviga toner som levereras knappt en gång i sekunden.

### Häckning
Liksom dess levnadssätt för övrigt är häckningsbiologin dåligt känd, men tros häcka i lösa kolonier. Ett bo funnet i sydöstra Ecuador i augusti låg drygt två meter upp i ett bambusnår. Däri fanns två vita ägg som ruvades av båda föräldrarna i 15 dagar. Ungarna matades av båda föräldrarna och var flygga efter 14 dagar.

## Utbredning och systematik
Purpurbröstad sparvduva har en vid utbredning i Central- och Sydamerika, från södra Mexiko till Bolivia. Den behandlas antingen som monotypisk eller delas in i sex underarter med följande utbredning:
- ochoterena – förekommer i bergen i sydöstra Mexiko (Veracruz till Chiapas)
- salvini – förekommer i Guatemala, El Salvador och Honduras
- umbrina – förekommer i Costa Rica
- pulchra – förekommer i västra Panama
- mondetoura – förekommer i Anderna från Colombia till norra Venezuela och östra Ecuador
- inca – förekommer i Anderna i Peru och väst-centrala Bolivia

### Släktestillhörighet
Tidigare placerades purpurbröstad och lilabandad sparvduva i släktet Claravis med blå sparvduva. Genetiska studier visar dock att de inte är varandras närmaste släktingar, varför de allt oftare lyfts ut till ett eget släkte, det nyligen beskriva Paraclaravis. Denna linje följs här.

## Levnadssätt
Purpurbröstad sparvduva är en fåtalig och sällan sedd fågel som ses i bergsbelägna skogar och skogsbryn, ofta med bestånd av fröbärande bambu. Liksom andra bambuspecialister kan den vara försvunnen i åratal, för att återkomma när bambun mognar. Oftast får man syn på den under den snabba och direkta flykten. Endast sällan ses den födosöka lågt i vegetationen eller på marken.

## Status och hot
Arten har ett stort utbredningsområde och en stor population, men tros minska i antal, dock inte tillräckligt kraftigt för att den ska betraktas som hotad. Internationella naturvårdsunionen IUCN listar därför arten som livskraftig (LC). Beståndet uppskattas till i storleksordningen 50 000 till en halv miljon vuxna individer.